# هلراو
هلراو (به آلمانی: Hellerau) یک منطقهٔ مسکونی در آلمان است که در درسدن واقع شده‌است. هلراو ۶٬۲۷۵ نفر جمعیت دارد.